# Paola Pezzo
Paola Pezzo (Bosco Chiesanuova, província de Verona, 8 de gener de 1969) és una ciclista italiana, ja retirada, especialista en ciclisme de muntanya i guanyadora de dues medalles olímpiques d'or.

## Carrera esportiva
Va participar, als 27 anys, en els Jocs Olímpics d'Estiu de 1996 realitzats a Atlanta (Estats Units), on aconseguí guanyar la medalla d'or en la prova femenina de ciclisme de muntanya en la primera edició que aquesta disciplina del ciclisme formava part del programa olímpic, un fet que repetí en els Jocs Olímpics d'Estiu de 2000 realitzats a Sydney (Austràlia). En els Jocs Olímpics d'Estiu de 2004 realitzats a Atenes (Grècia) tornà a participar en aquesta prova, si bé no pogué finalitzar-la.
Al llarg de la seva carrera ha guanyat quatre medalles en el Campionat del Món de ciclisme de muntanya, entre elles dues medalles d'or. L'any 1997 aconseguí la primera posició en la Copa del Món de l'especialitat, finalitzant tercer els anys 1995 i 1998.

## Palmarès
- 1993
  -  Campiona del món en Camp a través
- 1994
  -  Campiona d'Europa en Camp a través
- 1996
  -  Medalla d'or als Jocs Olímpics del 1996 en Camp a través
  -  Campiona d'Europa en Camp a través
- 1997
  -  Campiona del món en Camp a través
  - 1a a la Copa del món
- 1999
  -  Campiona d'Europa en Camp a través
- 2000
  -  Medalla d'or als Jocs Olímpics del 2000 en Camp a través